# Villa Tehuelches
Villa Tehuelches est une petite localité chilienne et le chef-lieu de la commune de Laguna Blanca dans la province de Magallanes, région de Magallanes et de l'Antarctique chilien. Cette zone de plaine patagonienne (quechua : pampa) est propice au bétail et à l'élevage de moutons.

## Histoire
La municipalité est créée le 30 décembre 1927 sous le nom de Morro Chico, renommée reformulation des frontières, d'accord, décret no 2868, 26.10.1979.

## Activités
Offre des services éducatifs, qui sont enseignés à l'école Diego Portales, dont la directrice est Doris Montiel Quedimán, qui administre également le stage pour les étudiants provenant de différents secteurs, tant de Laguna Blanca que d'autres municipalités et provinces (Punta Arenas, Río Verde, Puerto Aysén, Puerto Natales).
Ils bénéficient également d'un accès aux soins de santé d'urgence grâce à un poste de premiers secours, sous la responsabilité de l'infirmière universitaire Patricia Obilinovic. Enfin, l'ordre et la sécurité de la commune reposent sur le poste de police de Villa Tehuelches, dont le chef de poste est Osvaldo Ferreira.